# Steksten

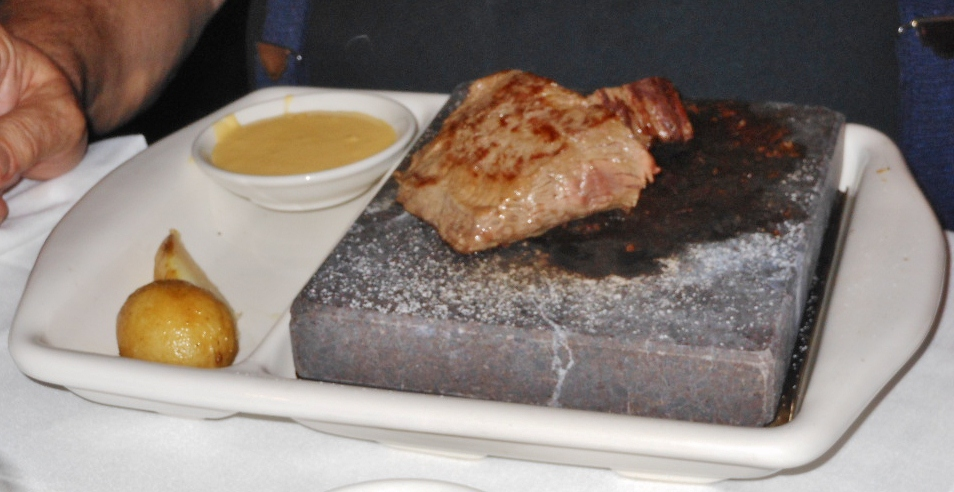
En biff som tillagas på en steksten.

En steksten är en (oftast rektangulär) täljsten som värms upp i ugn och därefter placeras på ett underlag direkt på matbordet, varefter maten (i synnerhet mindre köttstycken) tillreds vid matbordet genom att placeras på och stekas på den heta stekstenen. Till skillnad från den snarlika bakstenen som används i ugnen. Vissa restauranger använder sig av konceptet att gästerna själva tillagar mat som kött, fisk och vegetariskt vid bordet på 400 grader varma stekstenar.